# Christophoros I. von Alexandria
Christophoros I. (griechisch Χριστοφόρος) war orthodoxer Patriarch von Alexandria von 817 bis 841.
Christophoros unterstützte die Verehrung von Ikonen in der Kirche. Er nahm 836 an einer Synode in Jerusalem teil, die diese Position vertrat und sich gegen die bilderfeindliche Haltung des byzantinischen Kaisers Theophilos stellte.
Von Christophoros sind theologische Schriften erhalten.

## Werke
- Opera. In: Jacques Paul Migne (Hrsg.): Patrologia Graeca. Band 100